# Par (golf)
|  | Aquest article tracta sobre el concepte aplicat a un forat de golf. Vegeu-ne altres significats a «Par (format de puntuació)». |

En golf, un par és un predeterminat nombre de cops que un golfista necessita per completar un forat, una ronda (la suma del total dels pars jugats als forats, també anomenat el course rating), o un torneig (la suma total dels pars de cada ronda). Els pars són el component central del joc per cops, el tipus de joc més comú en els tornejos de golf professional.
La distància de cada forat des de l'emplaçament del tee al pin determina el valor del par per a cada forat principalment, encara que no exclusivament. Per tradició, als forats se'ls assignen valors de par entre tres i cinc cops. Per a un jugador casual des dels tees d'enmig, la mitjana d'un forat de par-tres oscil·larà entre 100 i 250 iardes des del tee al pin. El terme mitjà en la distància d'un part de quatre cops estarà entre 251 i 450 iardes, encara que els jugadors de tornejos solen trobar-se forats de par quatre de 500 iardes de llarg i no són poc comuns per als forats de cinc de par en el joc normal convertits en forats de par quatre en els joc de campionat. El terme mitjà de forats de cinc de par està entre 451 i 600 iardes, però en l'actualitat els clots de més de 600 iardes són cada vegada més comuns en els campionats. Altres factors considerats inclouen terreny i objectes que requerisquen a un golfista tenir menys o més cops a superar (com arbres, aigua, pujols, o edificis). Alguns camps de golf ofereixen par de dos i par de sis cops també.